# Гліни-Великі
Гліни-Великі (пол. Gliny Wielkie) — село в Польщі, у гміні Борова Мелецького повіту Підкарпатського воєводства.
Населення — 348 осіб (2011).
У 1975-1998 роках село належало до Ряшівського воєводства.

## Демографія
Демографічна структура станом на 31 березня 2011 року:
|          | Загалом | Допрацездатний вік | Працездатний вік | Постпрацездатний вік |
| -------- | ------- | ------------------ | ---------------- | -------------------- |
| Чоловіки | 165     | 37                 | 109              | 19                   |
| Жінки    | 183     | 41                 | 95               | 47                   |
| Разом    | 348     | 78                 | 204              | 66                   |